# Tecchler Trio
Das Tecchler Trio war ein Klaviertrio aus der Schweiz. Es bestand von 2003 bis 2011 aus den Musikern Esther Hoppe (Violine), Maximilian Hornung (Violoncello) und Benjamin Engeli (Klavier).

## Name
Der Name des Trios bezieht sich auf David Tecchler (1666–1748), einen Geigenbauer, der in Lechbruck bei Füssen geboren wurde und sich in Rom niederließ. Der Cellist Maximilian Hornung spielt ein Violoncello Tecchlers aus dem Jahr 1705.

## Geschichte
2003 gründeten Esther Hoppe, Benjamin Engeli und Maximilian Hornung das Klaviertrio. 2005 gewannen sie den Prix Credit Suisse Jeunes Solistes, der alle zwei Jahre zur Förderung musikalischer Hochbegabungen in der Schweiz vergeben wird. 2007 erreichten sie bei dem Internationalen Musikwettbewerb der ARD den ersten Platz in der Sparte Klaviertrio. 2011 trennte sich das Trio freundschaftlich, weil die drei Musiker eigene musikalische Projekte verfolgen wollten.

## Diskographie
- Tecchler Trio: Preisträgerkonzert „Prix Credit Suisse Jeunes Solistes“ (2005)
- Pjotr Iljitsch Tschaikowski, Maurice Ravel Klaviertrios (2005, Ars Musici)
- Robert Schumann, Antonín Dvořák:  Klaviertrios (op. 80), (op. 26) (2006, concentus records)
- Joseph Haydn: Klaviertrios Hob XV/27, 28, 29, 31

## Auszeichnungen
- Prix Credit Suisse Jeunes Solistes: Tecchler Trio (2005)
- Internationaler Musikwettbewerb der ARD: Tecchler Trio (Klaviertrio, 2007)